# Viorica Susanu
Viorica Susanu (ur. 19 października 1975 w Galați) – rumuńska wioślarka, wielokrotna medalistka olimpijska.
Pierwszy medal olimpijski – złoty – zdobyła w Sydney jako członkini ósemki. Wkrótce po olimpiadzie zaczęła pływać także w dwójce, wspólnie z Georgetą Damian. Wywalczyły dwa złote medale olimpijskie (w Atenach i Pekinie), obie wchodziły w skład ósemki, która w 2004 zajęła pierwsze, a w 2008 trzecie miejsce. Stawała na podium mistrzostw świata (m.in. złoto w dwójce w 2001 i 2002 oraz w ósemce w 1997, 1998 i 1999).

## Osiągnięcia
- Mistrzostwa Europy – Poznań 2007 – ósemka – 1. miejsce[2].
- Mistrzostwa Europy – Ateny 2008 – dwójka bez sternika – 1. miejsce[2].
- Igrzyska Olimpijskie – Pekin 2008 – dwójka bez sternika – 1. miejsce[2].
- Igrzyska Olimpijskie – Pekin 2008 – ósemka – 3. miejsce[2].